# Hobbseus cristatus
Hobbseus cristatus é uma espécie de crustáceo da família Cambaridae.
É endémica dos Estados Unidos da América.